# Áquila de Alexandria
Áquila (em grego clássico: Ἀχιλλᾶς; em latim: Aquila) foi 18º papa de Alexandria (líder da igreja que tornar-se-ia a Igreja Ortodoxa Copta e Igreja Ortodoxa Grega) entre 312 e 313.

## Vida

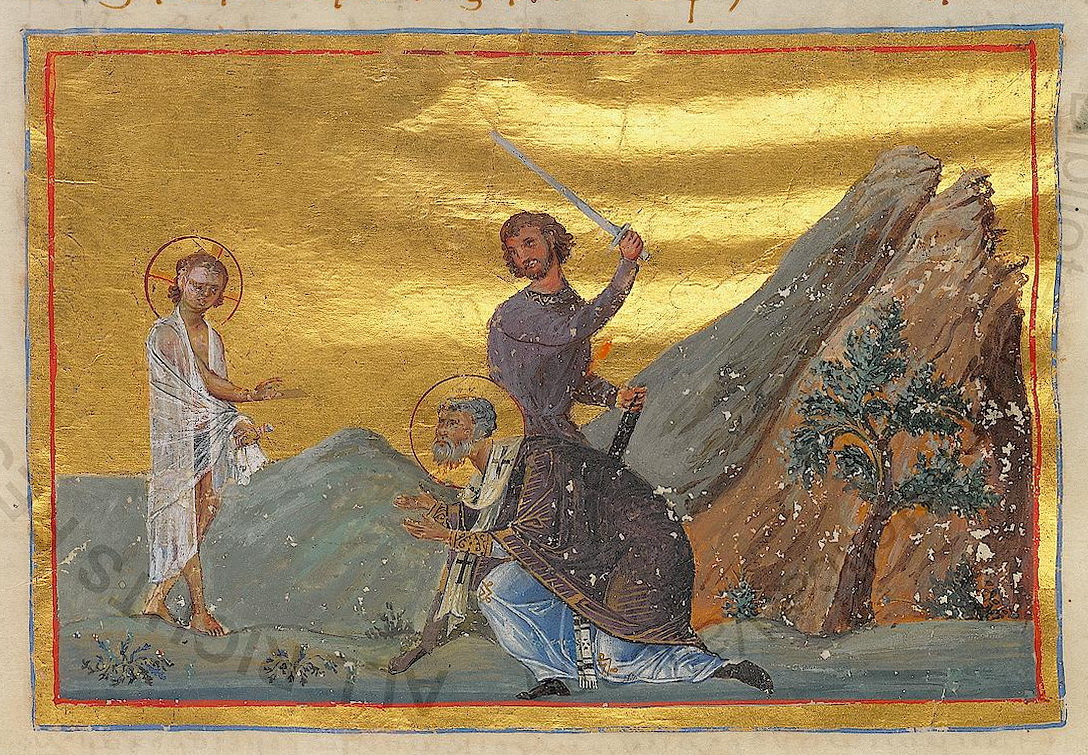
Martírio de no Menológio de Basílio II

Áquila foi ordenado presbítero pelo papa Teonas (r. 282–300) com Piério e regeu consigo a Escola Catequética de Alexandria; outras fontes colocam-o no comando da escola após Piério. Aparentemente, se distinguiu muito na filosofia grega e ciência teológica a ponto de Atanásio o chamar "o Grande". Segundo a História Eclesiástica de Eusébio de Cesareia, à época era clérigo celebrado. Com a prisão de Pedro I (r. 300–311) e seu subsequente martírio, foi elevado ao papado em 312.
Herdou os problemas com o cisma de Melécio de Licópolis, no Alto Egito, e a heresia de Ário em Alexandria, cujos apoiantes fizeram-o retirar a excomunhão e anátema impostas por Pedro e Áquila ordenou-o presbítero da Igreja de Búcalis, a mais antiga de Alexandria, em 313; algumas fontes colocam que foi persuadido por Ário a ordená-lo, enquanto outras os consideram aliados. Seu papado foi muito breve e segundo a História dos Patriarcas, durou apenas seis meses. Ao morrer, foi sucedido por Alexandre I (r. 313–326). É tido em alta conta por suas muitas virtudes e é considerado santo pelas Igrejas Católica, Ortodoxa (em 7 de novembro) e Copta (26 de junho ou 19 de Bauna). Ele aparece no sinaxário árabo-copta.